# Chełmżyńskie Towarzystwo Wioślarskie 1927

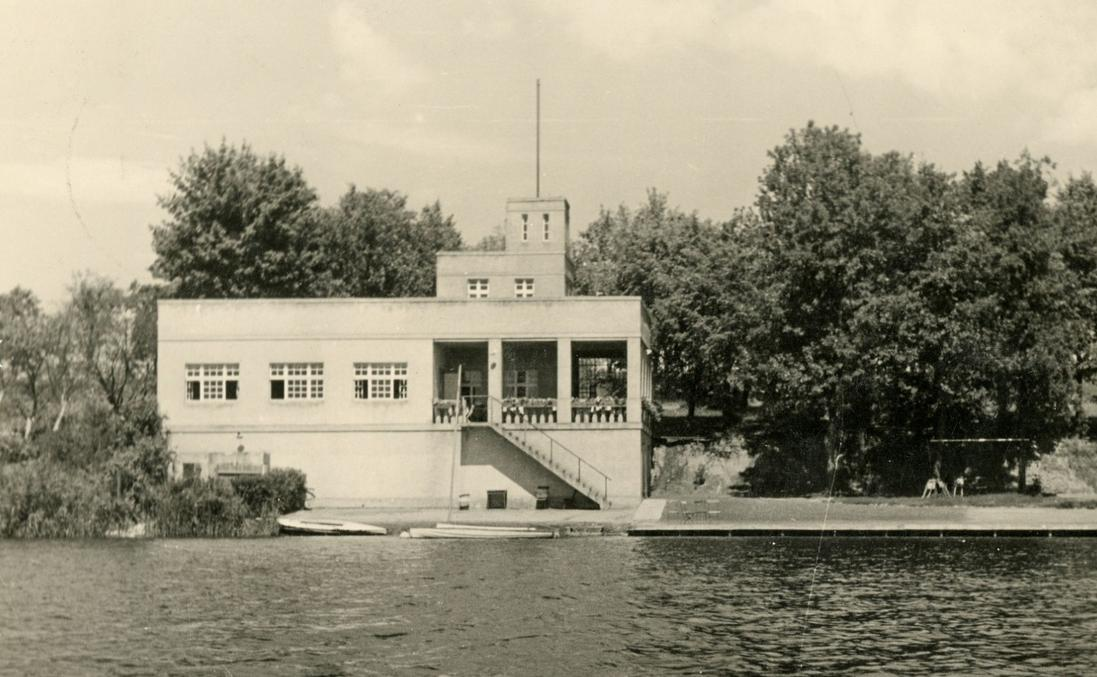
Przystań w czasie okupacji w 1942

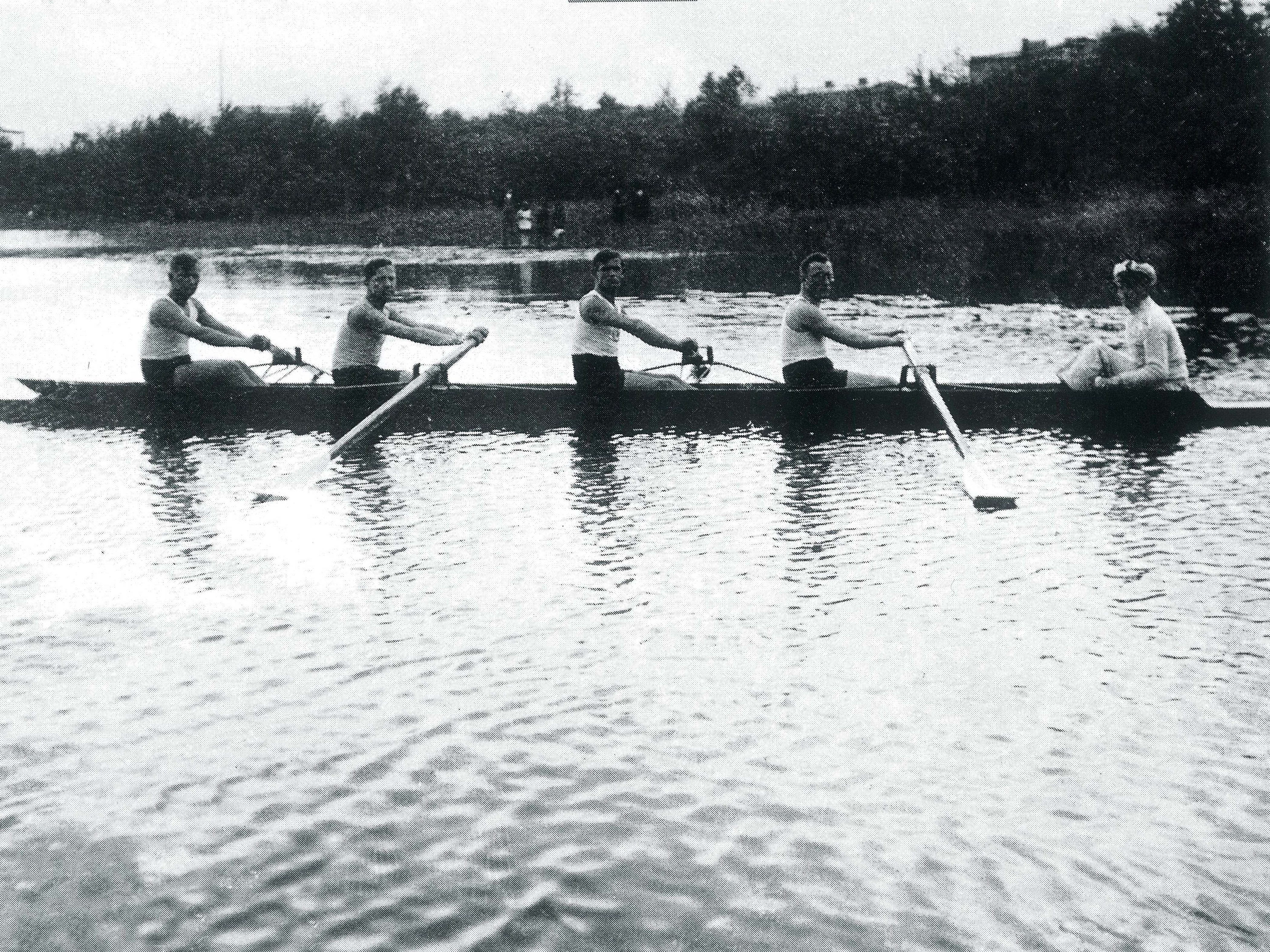
Klubowa czwórka na wodzie w latach 30.

Chełmżyńskie Towarzystwo Wioślarskie 1927 (nazywane też: ChTW Chełmża) – towarzystwo wioślarskie powstałe w 1927 r. na terenie Chełmży. Jeden z najstarszych istniejących klubów sportowych w powiecie toruńskim.

## Historia klubu

### Dwudziestolecie międzywojenne
Klub powstał w dniu 30 stycznia 1927 pod nazwą Chełmżyńskie Towarzystwo Wioślarzy. Był drugim klubem wioślarskim w Chełmży – po utworzonym w 1910 Klubie Wioślarskim „Posejdon”. Założycielami ChTW byli Antoni Budzikowski, Jan Jarzemski i Aleksander Kujawski. Pierwszym prezesem został A. Budzikowski.
Klub zrzeszał pierwotnie 30 członków, a pierwszą przystanią był udostępniony mu w 1927 roku budynek nad Jeziorem Chełmżyńskim po byłej wytwórni win. ChTW utrzymywało się ze składek członków, darowizn od sponsorów, a także wpływów z organizowanych przez klub regat, przedstawień i balów.
Pierwsze regaty zorganizowane przez ChTW miały miejsce w Chełmży w roku 1928. Początkowo klub rywalizował głównie w zawodach lokalnych, z KW „Posejdon” Chełmża. Niezwykle ważny był społeczny aspekt działalności ChTW – na przystani kwitło życie towarzyskie, w szczególności organizowano tam bale, klubowe Wigilie i Sylwestry.
Wzrost liczny członków ChTW i zakup kolejnych łodzi wioślarskich spowodował konieczność budowy większej przystani. Powstała ona w parku miejskim nad Jeziorem Chełmżyńskim (obecnie ul. 3 Maja 14), zbudowana siłami członków klubu i otwarta w roku 1932. W tym czasie wioślarstwo należało do najbardziej popularnych w Chełmży (obok piłki nożnej i lekkiej atletyki). Wioślarzem był m.in. Stefan Frelichowski późniejszy ksiądz, uznany pośmiertnie za błogosławionego.
W roku 1936 prezesem klubu został Wiktor Barwicki, wówczas burmistrz Chełmży, pochodzący z Torunia. Przed wyborem na stanowisko burmistrza był on utytułowanym wioślarzem KW Toruń – mistrzem Polski z 1928 roku na jedynce i z 1929 na dwójce podwójnej. Był również brązowym medalistą w konkurencji ósemek na mistrzostwach Europy w Como z 1927 roku.
Działania wojenne wstrzymały działalność klubu, a sprzęt pływający został zagrabiony przez Niemców. Wielu członków ChTW było represjonowanych – jako działacze patriotycznych organizacji polskich. Część z nich zginęła rozstrzelana przez Niemców lub zamęczona przez w obozach zagłady. Przystań przetrwała okupację.

### Okres po II wojnie światowej
Zawodnicy, którzy przeżyli wojnę, działalność ChTW wznowili już w roku 1945. Podstawowym problemem był brak sprzętu pływającego. W roku 1946 ówczesny prezes, Józef Durczewski, lokalny przedsiębiorca, podarował klubowi trzy łodzie półwyścigowe, co pozwoliło wznowić treningi na wodzie.
Z uwagi na poważne trudności finansowe, i w związku z komunistyczną reformą sportu, Chełmżyńskie Towarzystwo Wioślarzy zostało włączone jako sekcja wioślarska w struktury lokalnego Związkowego Klubu Sportowego „Związkowiec” (kontynuatora klubu „Legia” Chełmża). „Związkowiec" dotowany był przez lokalną cukrownię, co pozwoliło to na zakup łodzi sportowych i na wznowienie działalności wyczynowej. W roku 1951 „Związkowca” (w tym sekcję wioślarską) wcielono w skład Związkowego Klubu Sportowego „Spójnia”.
W roku 1956 – na fali odwilży gomułkowskiej – wielosekcyjny klub w Chełmży odzyskał względną samodzielność i nazwę KS „Legia” Chełmża. W latach 50. wioślarze odnosić zaczęli pierwsze sukcesy – w tym zdobywać medale na mistrzostwach Polski. Na pierwsze powołanie zawodników do reprezentacji Polski klub musiał jednak czekać aż do połowy lat 60., gdy sukcesy odnosić zaczęła długowiosłowa dwójka M. Naglewicz, J. Muszytowski. Pomimo objęcia szkoleniem centralnym, zawodnicy ci nie zdołali zakwalifikować się do igrzysk olimpijskich w 1968 roku.
W roku 1968 klubowi udało się dokonać poważnego remontu przystani, połączonego z jej rozbudową. Aż do końca lat 70. zawodnicy sekcji wioślarskiej odnosili sukcesy w rywalizacji krajowej, zdobywając nierzadko medale na mistrzostwach Polski. Zapaść sekcji przyszła na początku lat 80., gdy trudna sytuacja finansowa (mająca związek z kryzysem gospodarczym schyłku PRL) i brak chętnych do uprawiania wioślarstwa spowodowały praktyczne zaprzestanie działalności. Reaktywacja sekcji miała miejsce w roku 1986, co przyniosło krótkotrwały efekt sportowy. Przemiany ustrojowe roku 1989 zastały jednak wioślarzy w bardzo złej sytuacji – zarówno finansowej, jak i sportowej. Dopiero końcówka lat 90. i długotrwała praca trenerska zaowocowały ponownie medalami w mistrzostwach Polski młodszych kategorii wiekowych.
W 1999 roku sekcja wioślarska postanowiła oddzielić się od KS „Legia” Chełmża. Działacze zarejestrowali jednosekcyjny klub o nazwie Chełmżyńskie Towarzystwo Wioślarskie 1927. Zmianie uległy barwy wioseł – przywrócono barwy przedwojenne. Od początku XXI wieku klub głównie koncentruje się na szkoleniu zawodników w młodszych kategoriach wiekowych. Pomimo tego, że jest to niewielki klub, odnosi on pewne sukcesy na arenie krajowej, jak również odnotowuje udział swoich zawodników w mistrzostwach świata i Europy.
W roku 2016 w wyniku głosowania nad budżetem obywatelskim Chełmży, postanowiono przeznaczyć środki na remont przystani. Środki na ten cel zapewniono też w budżecie gminy na 2018 rok.

## Nazwy klubu
W swej historii klub nosił następujące nazwy:
- 1927–1950 – Chełmżyńskie Towarzystwo Wioślarzy
- 1950–1951 – Związkowy Klub Sportowy „Związkowiec”
- 1951–1957 – Związkowy Klub Sportowy „Spójnia”
- 1957–1999 – sekcja wioślarska K.S. "Legia" Chełmża
- od 1999 – Chełmżyńskie Towarzystwo Wioślarskie 1927[8].

## Galeria zdjęć

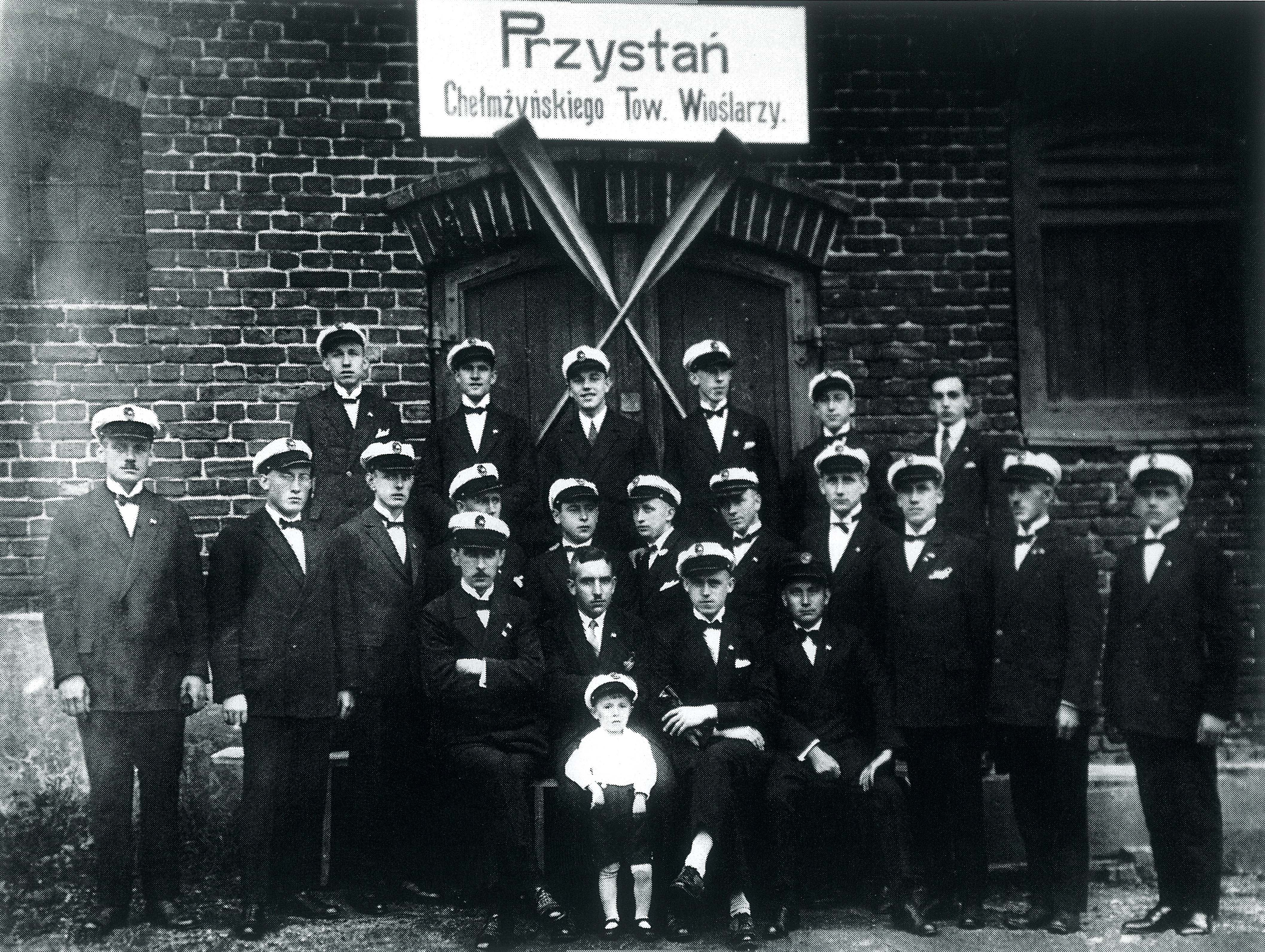
Zawodnicy przed pierwszą przystanią
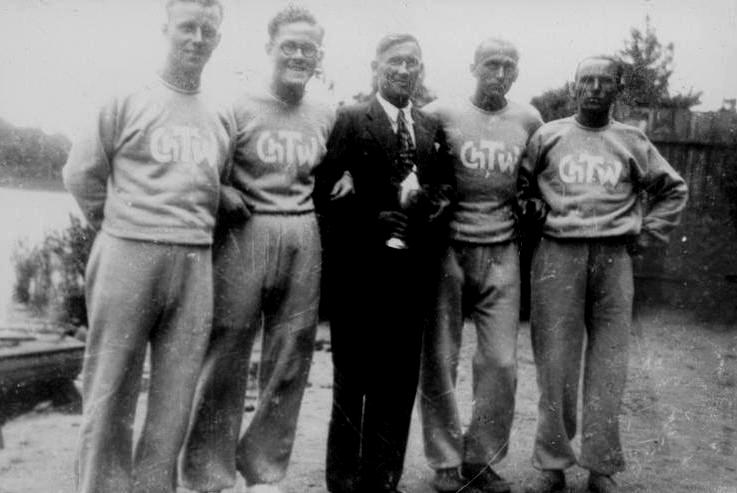
Zawodnicy w klubowych strojach
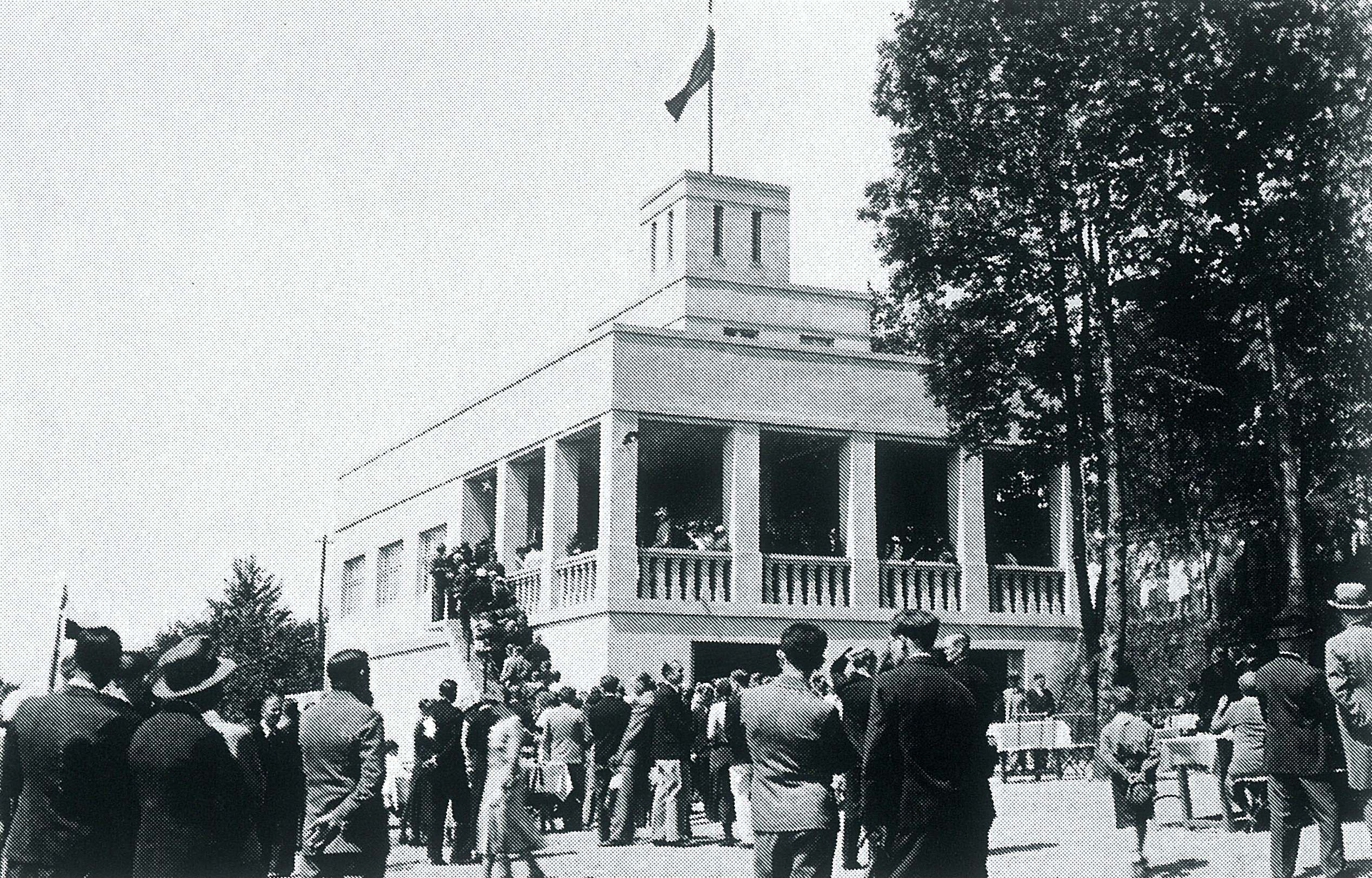
Otwarcie nowej przystani w 1932
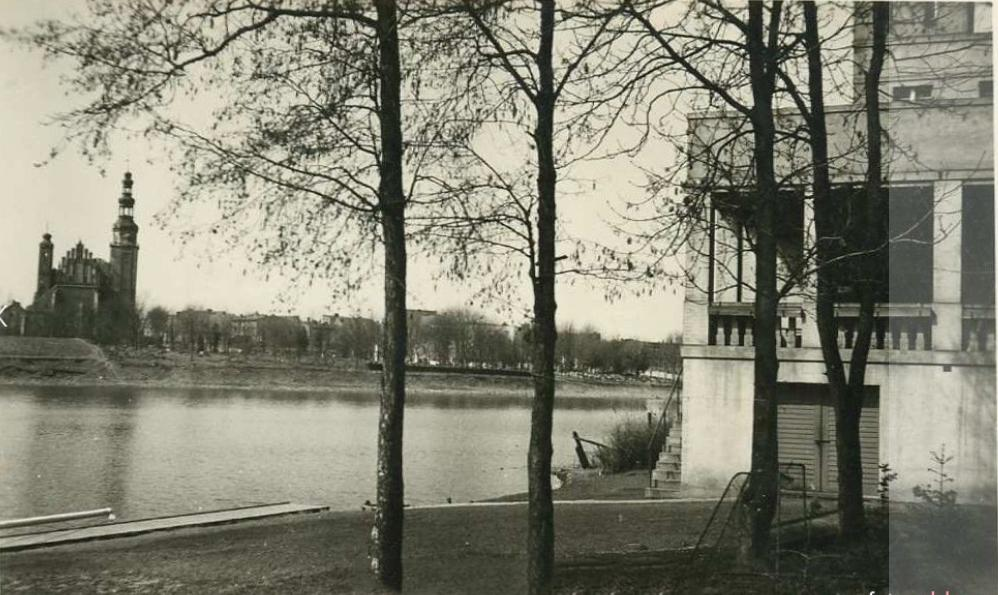
Przystań w czasie okupacji w 1943
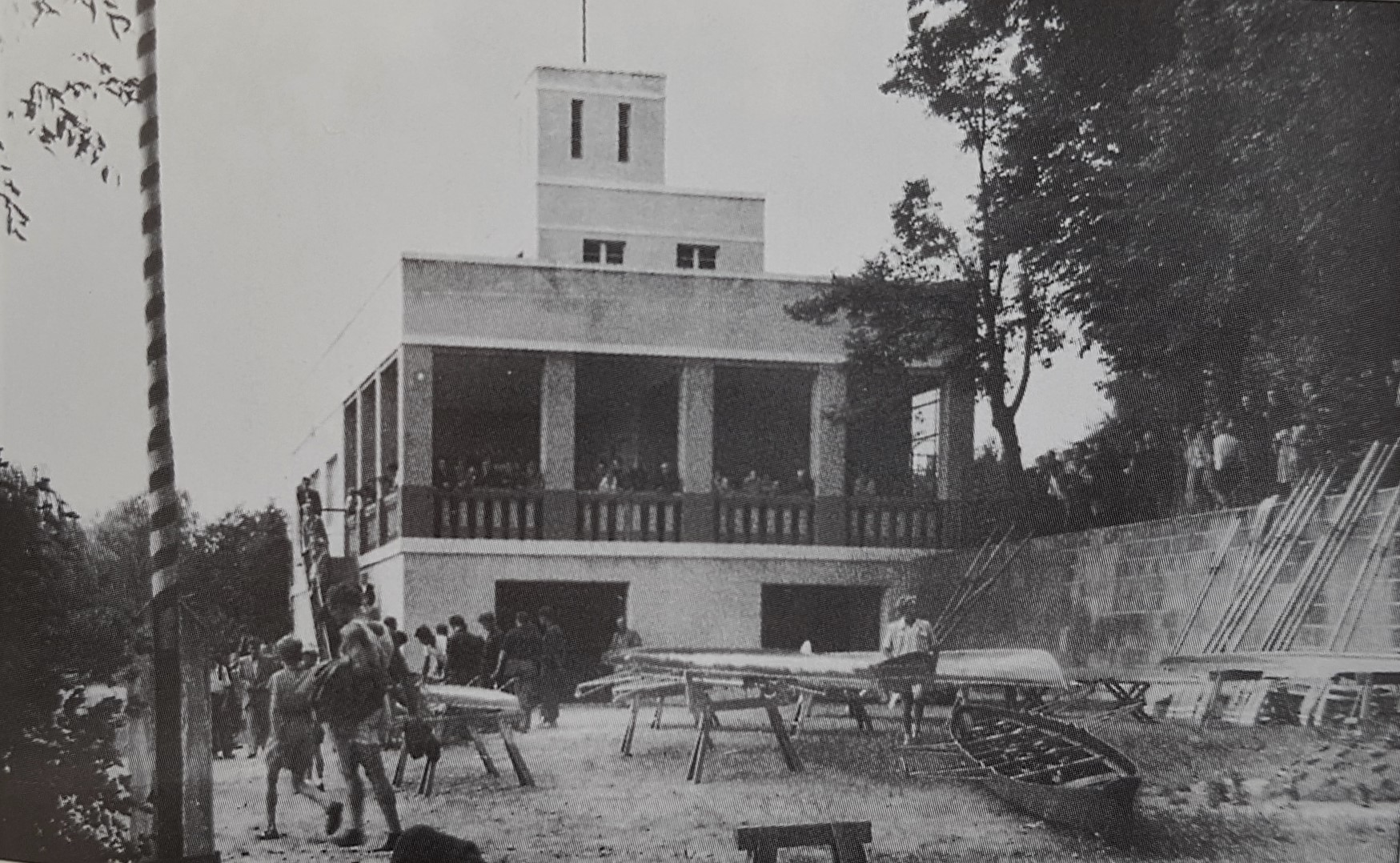
Przystań po II wojnie w 1946

## Wyniki sportowe wioślarzy

### Osiągnięcia przedwojenne
Przed II wojną światową zawodnicy ChTW Chełmża nie odnosili znaczących sukcesów poza wygranymi w zawodach lokalnych. Nie zdobyli żadnego tytułu mistrza Polski.
W ogólnopolskiej rywalizacji sportowej PZTW klub uczestniczył od roku 1929, z tym, że nie we wszystkich latach był to udział w zawodach liczonych w tabelach punktacyjnych. W poszczególnych latach uzyskał następujące wyniki w klasyfikacji klubowej (dane według tabel punktacyjnych PZTW za poszczególne lata – podane zostało miejsce i liczba klubów, które zdobyły w regatach punkty i oficjalnie je sklasyfikowano):
- w 1929 – 16. miejsce na 19 klubów[9],
- w 1930 – 19. miejsce na 22 kluby[10],
- w latach 1931 do 1933 klub nie był sklasyfikowany[11][12][13],
- w 1934 – 33. miejsce na 41 klubów[14],
- w 1935 – 33. miejsce na 46 klubów[15],
- w 1936 nie był sklasyfikowany[16],
- w 1937 – 37. miejsce na 41 klubów[17],
- w 1938 i 1939 nie był sklasyfikowany[18][19].

Warto jednak zauważyć, iż wiele klubów w rywalizacji tej w poszczególnych latach nie uczestniczyło lub nie zdołało w danym roku zdobyć punktów.

### Osiągnięcia powojenne
Największymi sukcesami ChTW są, bez wątpienia, medal mistrzostw świata młodzieżowców zdobyty przez wychowankę klubu, Kornelię Nitzler i jej starty w reprezentacji Polski, a także wyniki na mistrzostwach świata i Europy uzyskane przez Ariela Makowskiego. Oprócz tego zawodnicy ChTW zdobyli w powojennej rywalizacji krajowej kilkadziesiąt medali mistrzostw Polski.
Według punktacji Polskiego Związku Towarzystw Wioślarskich klub w ostatnich latach zajął następujące miejsca w klasyfikacji drużynowej:
- w roku 1997 – 23. miejsce na 35 sklasyfikowanych klubów[20],
- w roku 1998 – 25. miejsce na 35 sklasyfikowanych klubów[21],
- w roku 1999 – 24. miejsce na 32 sklasyfikowane kluby[22],
- w roku 2000 – 28. miejsce na 33 sklasyfikowane kluby[22],
- w roku 2001 – 30. miejsce na 33 sklasyfikowane kluby[22],
- w roku 2002 – 29. miejsce na 33 sklasyfikowane kluby[22],
- w roku 2003 – 28. miejsce na 34 sklasyfikowane kluby[22],
- w roku 2004 – 29. miejsce na 34 sklasyfikowane kluby[22],
- w roku 2005 – 24. miejsce na 36 sklasyfikowanych klubów[22],
- w roku 2006 – 22. miejsce na 34 sklasyfikowane kluby[22],
- w roku 2007 – 28. miejsce na 35 sklasyfikowanych klubów[22],
- w roku 2008 – 31. miejsce na 37 sklasyfikowanych klubów[22],
- w roku 2009 – 28. miejsce na 38 sklasyfikowanych klubów[22],
- w roku 2010 – 31. miejsce na 37 sklasyfikowanych klubów[22],
- w roku 2011 – 31. miejsce na 35 sklasyfikowanych klubów[22],
- w roku 2012 – 32. miejsce na 35 sklasyfikowanych klubów[22],
- w roku 2013 – 35. miejsce na 38 sklasyfikowanych klubów[22],
- w roku 2014 – 32. miejsce na 36 sklasyfikowanych klubów[23],
- w roku 2015 – 28. miejsce na 38 sklasyfikowanych klubów[24],
- w roku 2016 – 32. miejsce na 37 sklasyfikowanych klubów[25],
- w roku 2017 – 35. miejsce na 35 sklasyfikowanych klubów[26],
- w roku 2018 – 33. miejsce na 36 sklasyfikowanych klubów[27].

## Sekcja kajakowa

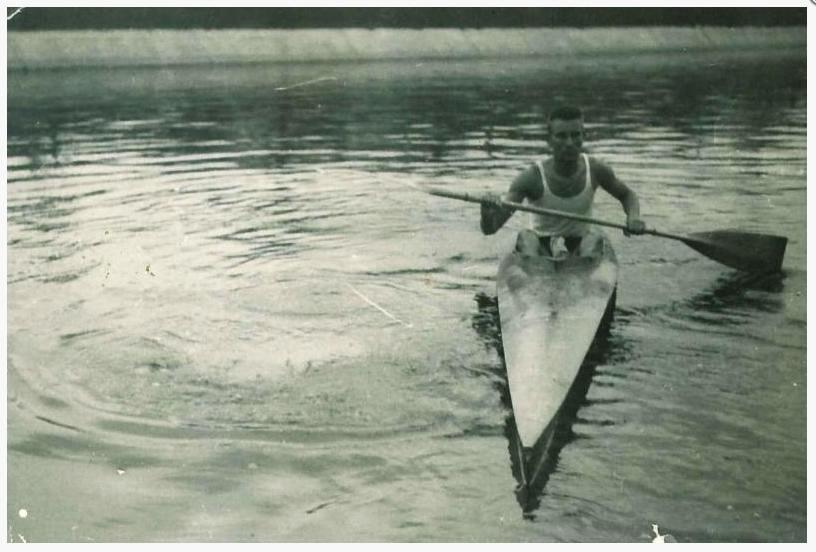
Kajkarz Czesław Błaszkiewicz

W okresie międzywojennym w ChTW istniała sekcja kajakowa – utworzona w roku 1928 i istniejąca do II wojny światowej. Prowadziła ona zarówno działalność rekreacyjną, jak i wyczynową. Należała do Polskiego Związku Kajakowego i organizowała w Chełmży liczne zawody – również ogólnopolskie. W roku 1939 sklasyfikowana została na 7. miejscu w klasyfikacji klubów kajakowych z Polski (na 37 klubów). Jednym z zawodników sekcji był Czesław Błaszkiewicz, który zakwalifikował się w 1939 roku na igrzyska olimpijskie, które miały odbyć się w roku 1940 w Helsinkach. W maju 1939 odebrano od niego w Toruniu ślubowanie olimpijskie, jednak z uwagi na wybuch wojny igrzyska nie odbyły się.

## Sekcja żeglarska
Przed II wojną światową w Chełmżyńskim Towarzystwie Wioślarzy istniała również sekcja żeglarska. Miała ona charakter rekreacyjny. Po wojnie przejął ją nowo powstały Klub Sportowy „Włókniarz” Chełmża.

## Najwybitniejsi zawodnicy
Najwybitniejszymi wioślarzami w historii Chełmżyńskiego Towarzystwa Wioślarskiego byli:
Kornelia Nitzler – wychowanka klubu, medalistka młodzieżowych mistrzostw świata i wielokrotna reprezentantka kraju (już jako zawodniczka AZS-AWF Gorzów). Jej najlepsze wyniki:
- 2008 – młodzieżowe mistrzostwa świata, Brandenburg – ósemka – srebrny medal,
- 2008 – młodzieżowe mistrzostwa świata, Račice – ósemka – brązowy medal,
- 2008 – mistrzostwa Europy, Ateny – ósemka – 5. miejsce,
- 2009 – mistrzostwa świata, Poznań – ósemka – 7. miejsce,
- 2009 – mistrzostwa Europy, Brześć – ósemka – 5. miejsce,
- wielokrotna mistrzyni Polski (jeszcze w barwach ChTW)[28].

Ariel Makowski – wychowanek klubu, wielokrotny reprezentant Polski na mistrzostwach świata i Europy. Jego największe sukcesy to:
- 2005 – mistrzostwa świata juniorów, Brandenburg – czwórka podwójna – 8. miejsce,
- 2006 – mistrzostwa świata juniorów, Amsterdam – dwójka podwójna – 4. miejsce,
- 2007 – młodzieżowe mistrzostwa świata, Glasgow – czwórka podwójna – 7. miejsce,
- 2007 – mistrzostwa Europy, Poznań – czwórka podwójna – 9. miejsce,
- wielokrotny mistrz Polski[29].